# Diomus liebecki
Diomus liebecki är en skalbaggsart som först beskrevs av Horn 1895.  Diomus liebecki ingår i släktet Diomus och familjen nyckelpigor. Inga underarter finns listade i Catalogue of Life.